# Louis Odru
Louis Odru, né le 9 décembre 1918 à Sospel (Alpes-Maritimes) et mort le 10 septembre 2004 à Montreuil (Seine-Saint-Denis), est un homme politique français. Membre du Parti communiste français, il est conseiller général de la Seine de 1959 à 1967 et député de la Seine-Saint-Denis de 1962 à 1986.

## Biographie

### Origines et formation
Louis Odru naît le 9 décembre 1918 à Sospel dans les Alpes-Maritimes, aîné d'une famille de trois enfants.
Après sa formation à l'École normale d'instituteurs de Nice, il est nommé à Menton en 1938.

### Parcours politique
Influencé par son père, qui est adhérent du Parti communiste depuis 1929, et par son instituteur, Virgile Barel, il s'engage dès février 1934 aux Jeunesses communistes.
Emprisonné pour « propagande communiste dans l'armée » le 5 novembre 1940, il réussit à s’évader le 6 juin 1944 et rejoint les Francs-tireurs et partisans (FTP) au maquis à Nice. Commandant FTP, il continue le combat au sein de la 1re Armée. 
Il est élu conseiller de l'Union française sous la IVe République de 1949 à 1958. Il est chargé de la section coloniale, en particulier des DOM-TOM au sein du PCF. Il incite à la lutte pour l'égalité des droits avec les habitants de la métropole et encourage la création de partis communistes. Il relaie également le combat pour l'indépendance en Afrique subsaharienne. Il s'engage contre la guerre en Indochine et en Algérie.
Cet instituteur s'installe à Montreuil à partir de 1951. Suppléant de Jacques Duclos aux élections législatives de 1958, il devient conseiller général et adjoint au maire de Montreuil en 1959 et le reste jusqu'en 1971. De 1971 à 1989, il est encore conseiller municipal. Il est élu député en 1962, fonction qu'il exerce jusqu’en 1986, avant de passer le relais à Jean-Pierre Brard.

### Vie privée
Il épouse en 1948 Madeleine Dissoubray (1917-2012), militante communiste, entrée dans la Résistance à 24 ans, en octobre 1940, avant d’être déportée en 1942, par le convoi des 31000, à Auschwitz-Birkenau, puis Mauthausen.
Louis Odru meurt le 11 septembre 2006 à Montreuil, à l'âge de 85 ans

## Distinctions
Après sa démobilisation en octobre 1945 avec le grade de capitaine, Louis Odru reçoit la médaille de la Résistance, la croix de guerre avec palmes et une citation à l'ordre de l’armée, signée par le général de Gaulle.

## Détail des mandats

### Mandats locaux
- 1959-1967 : conseiller général de la Seine

### Mandats nationaux
- 25/11/1962-02/04/1967 : député de la Seine (45e circonscription) - Communiste
- 12/03/1967-30/05/1968 : député de la Seine-Saint-Denis (7e circonscription) - Communiste
- 30/06/1968-01/04/1973 : député de la Seine-Saint-Denis (7e circonscription) - Communiste
- 01/03/1973-02/04/1978 : député de la Seine-Saint-Denis (7e circonscription) - Communiste
- 19/03/1978-22/05/1981 : député de la Seine-Saint-Denis (7e circonscription) - Communiste
- 21/06/1981-01/04/1986 : député de la Seine-Saint-Denis (7e circonscription) - Communiste